# イボガミン
イボガミン(Ibogamine)は、イボガ(Tabernanthe iboga)に含まれるアルカロイドである。
薬物依存症がどのように脳に影響を与えるかの基礎研究は、この物質を用いて行われた。
イボガミンは、イボガイン等の他のイボガアルカロイドと比べ、ラットにおいてコカインやモルヒネの自己投与をより一貫して減少させた。